# Полилектия
Полилектия (политропизм) — уровень приспособленности насекомых к опылению тех или иных растений, проявляющийся в способности посещать широкий спектр растений из различных семейств. Насекомых-опылителей, придерживающихся подобного уровня приспособленности, называют полилектами. Примерами подобных насекомых могут являться шмели, шмели-плотники, многие виды пчёл.
Полилектию рассматривают как выгодную стратегию, поскольку она уменьшает зависимость насекомых-антофилов, при имеющемся недостатке пищевых ресурсов, от способности посещать лишь ограниченное число видов растений.